# Legamento suspensorio del clitoride
Il legamento sospensorio del clitoride (in latino ligamentum suspensorium clitoridis) è una fascia fibrosa a livello profondo fasciale che si estende dalla sinfisi pubica alla fascia profonda del clitoride, ancorando la clitoride alla sinfisi pubica. In virtù di questa connessione, la sinfisi pubica supporta il clitoride.
Il legamento sospensivo del clitoride mostra due componenti: una struttura fibro-grassa superficiale che si estende da un'ampia base all'interno del monte di venere per convergere sul corpo del clitoride e che si estende nelle grandi labbra; inoltre c'è una componente più profonda con una stretta origine sul sinfisi pubica che si estende al corpo e alle lampadine della clitoride.
La sua forma e la sua posizione differiscono da quelli del legamento sospensivo del pene. Durante l'eccitazione sessuale, il legamento si accorcia e si gonfia. Questo tira la clitoride in modo tale che il glande del clitoride fuoriesce dal cappuccio clitorideo.